# Sándwich de mantequilla de cacahuete y jalea
El sándwich de mantequilla de cacahuete y jalea (en inglés, Peanut Butter and jelly sandwich), más conocido por su abreviación PB&J,  es un sándwich muy popular en los Estados Unidos, incluye una capa de mantequilla de cacahuete y mermelada o jalea, normalmente entre dos rebanadas de pan, aunque puede comerse abierto. Una variante utiliza dos capas de crema de cacahuete, entre las cuales se coloca una capa de jalea. Hay muchas variantes, lo más común es añadir cosas dulces como miel, plátanos o chocolate, o también algo salado como panceta, jamón, mayonesa o cebollas.
El sándwich es tan popular, que una encuesta de 2002 mostró que el estadounidense promedio ha comido 1 500 de estos bocadillos antes de graduarse de la escuela secundaria. Suele consumirse como almuerzo o tentempié antes de realizar ejercicio físico.

## Historia
La mantequilla de cacahuete se empezó a comercializar a finales del siglo XIX. A principios del siglo XX era considerada un manjar y su uso estaba muy extendido en los restaurantes de Nueva York, en forma de sándwiches o bocadillos. La primera mención que se conoce de este sándwich se acredita a Julia Davis Chandler y data de 1901. La combinación se popularizó inmediatamente entre la juventud estadounidense, sobre todo a partir de la invención del pan de caja a finales de la década de 1920. Lo que es un hecho, es que las raciones de los soldados estadounidenses en la Segunda Guerra Mundial incluían raciones tanto de mantequilla de cacahuete, como de mermelada; al final de la guerra, cuando los soldados regresaron a sus hogares, la venta de estos productos se incrementó.

## Factores nutricionales
Un sándwich de mantequilla de cacahuete y jalea hecho con pan blanco y dos cucharadas de ambos ingredientes proporciona el 27% de la ingesta diaria recomendada de grasa de una persona y 22% de sus calorías. 
Si bien el 50% del aporte de las calorías es proveniente de la grasa, gran parte de ellas corresponden a las grasas mono y poliinsaturadas, las cuales están asociadas positivamente con la salud cardiovascular. Algunas versiones sugieren sustituir el pan blanco por el integral, utilizar mantequilla de cacahuete natural —hecha únicamente con cacahuete, sin azúcar, aceites ni conservantes— y reemplazar la jalea por mermelada dietética con el fin de hacer una variante menos calórica del sándwich e incrementar su contenido en fibra.

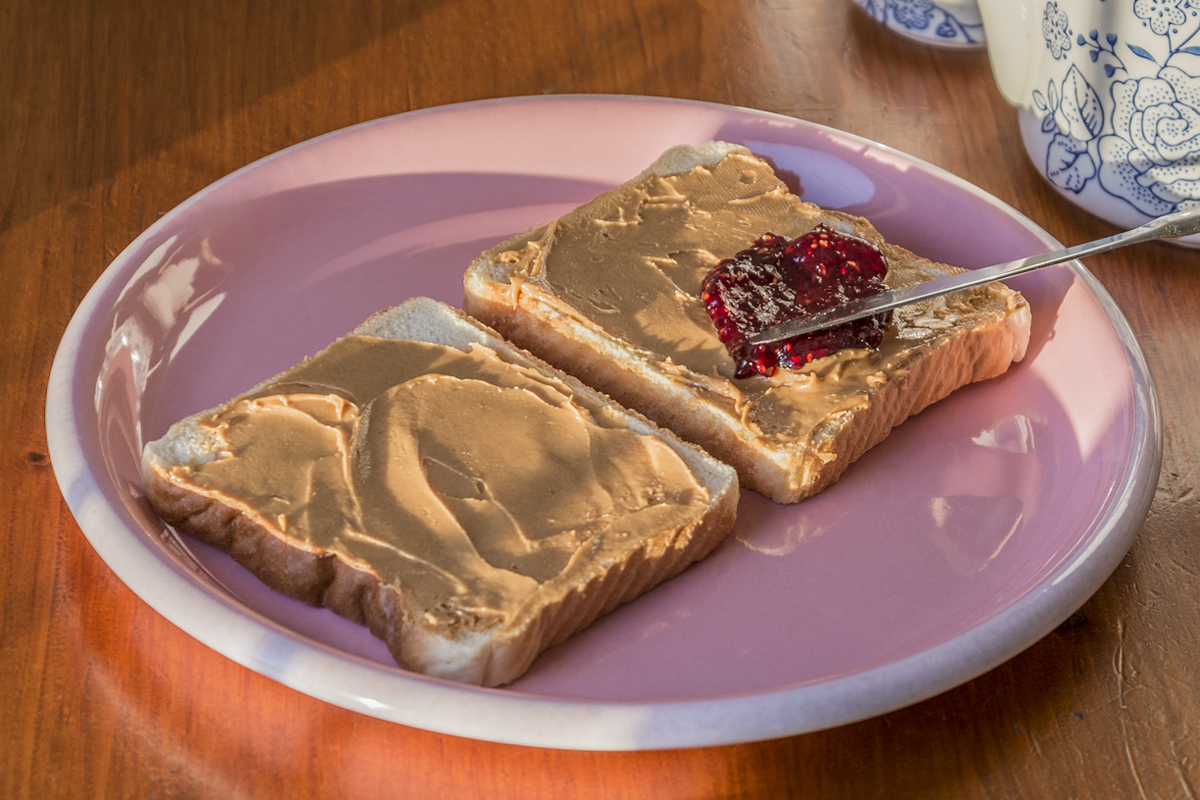
Preparación del sándwich
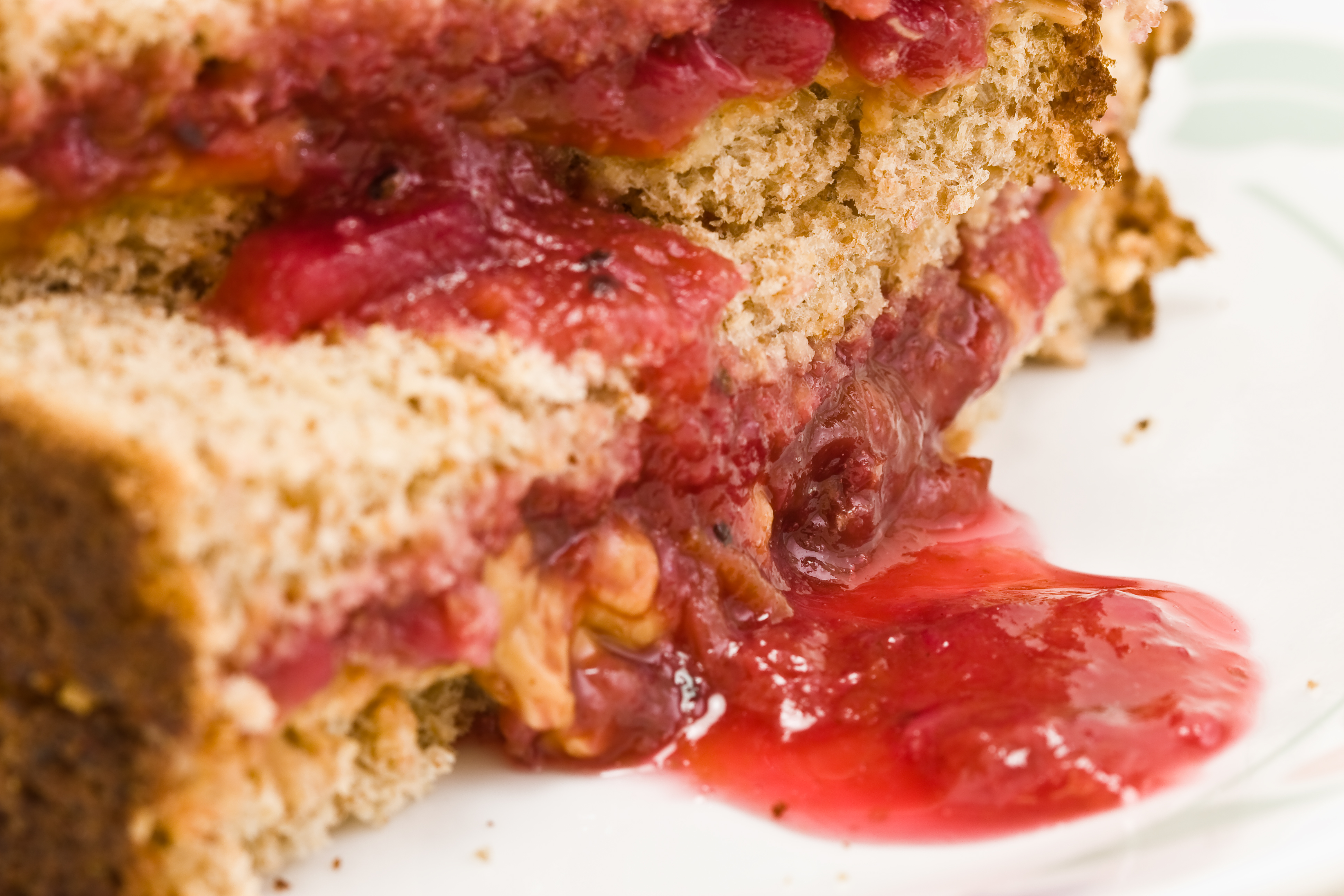
Vista de un corte del emparedado